# Alex Robinson
Pour les articles homonymes, voir Robinson.
Alex Robinson, né le 8 août 1969 à Yorktown Heights, est un dessinateur de bande dessinée américain. Il a reçu un Eisner Award et un Harvey Award du meilleur album, ainsi qu'un prix du meilleur premier album à Angoulême.

## Biographie
Il a grandi à Yorktown Heights, dans l'État de New York, où il fait ses études jusqu'en 1987. Il fréquente ensuite durant un an l'université de Brockport (SUNY) avant de s'inscrire dans une école d'art new-yorkaise où il a étudié la bande dessinée. Il reçoit notamment l'enseignement de Will Eisner, André LeBlanc (en), Sal Amendola (en) ou encore Gahan Wilson.
Après ses études il réalise divers fanzines puis entame De mal en pis (« Box Office Poison »), son premier roman graphique, qui sera publié en 21 fascicules par Top Shelf en 1996. Puis ces fascicules sont compilés en un volume qui sera nommés aux prix les plus prestigieux (mais n'en remportera que quelques-uns) tels les Harvey Award, Eisner Award, Ignatz Award ou Firecracker Book Award…
Un peu déçu malgré tout Alex Robinson entame son deuxième livre, Derniers rappels (« Tricked » ), qui parait en 2005 et est rapidement épuisé. Encore une fois il est proposé à divers grands prix.

## Œuvres publiées
- Box Office Poison, Top Shelf, 2001  (ISBN 978-1-891830-19-8)
- BOP! More Box Office Poison, Top Shelf Productions, 2003  (ISBN 978-1-891830-46-4)
- Tricked, Top Shelf Productions, 2005  (ISBN 978-1-891830-73-0)
- Alex Robinson's Lower Regions, Top Shelf Productions, 2007  (ISBN 978-1603090094)
- Too Cool to be Forgotten, Top Shelf Productions, 2008  (ISBN 978-1-891830-98-3)
- A Kidnapped Santa Claus, Harper Collins, 2009  (ISBN 978-0-06-178240-4)